# 线萼红景天
线萼红景天（学名：Rhodiola ovatisepala var. chingii）为景天科红景天属下的一个变种。

## 扩展阅读
- 維基物種上的相關：线萼红景天